# 博戈羅茨克
56°06′12″N 43°30′57″E / 56.1033°N 43.5158°E
博戈羅茨克（俄语：Богоро́дск）是俄羅斯下諾夫哥羅德州西部的一個城市、博戈羅茨克區縣治。距下諾夫哥羅德西南43公里。2002年人口37,095人。
1570年建立，1923年設市。